# Andrzej Mostowski (zm. 1622)
Andrzej Mostowski herbu Dołęga (ur. ok. 1560 roku – zm. w 1622 roku) – pisarz ziemski płocki w 1613 roku, komisarz do zapłaty wojska w 1613 roku, poborca województwa płockiego.
Poseł województwa płockiego na sejm 1611 roku i na sejm nadzwyczajny 1613 roku. Poseł na sejm 1620 roku z województwa płockiego. 
Był deputatem na Trybunał Skarbowy Koronny w Radomiu w 1618 roku.